# Voiteștii din Vale, Gorj
Voiteștii din Vale este satul de reședință al comunei Bălănești din județul Gorj, Oltenia, România.

## Vezi și
- Biserica de lemn Sfinții Voievozi din Voiteștii din Vale
- Biserica de lemn Sfântul Gheorghe din Voiteștii din Vale
- Casa Memorială „Ion Popescu-Voitești”

 Acest articol despre o localitate din județul Gorj este deocamdată un ciot. Puteți ajuta Wikipedia prin completarea lui.